# 1528 Conrada
1528 Conrada је астероид главног астероидног појаса са средњом удаљеношћу од Сунца која износи 2,414 астрономских јединица (АЈ).
Апсолутна магнитуда астероида је 12,4.